# Ophiogomphus forficula
Ophiogomphus forficula är en trollsländeart som beskrevs av Okumura 1937. Ophiogomphus forficula ingår i släktet Ophiogomphus och familjen flodtrollsländor. Inga underarter finns listade i Catalogue of Life.